# Ílhavo
Ílhavo là một huyện thuộc tỉnh Aveiro, Bồ Đào Nha. Huyện này có diện tích 73 km², dân số thời điểm năm 2001 là 37209 người.